# Seyyed Ali Shodjaie
Seyyed Ali Shodjaie (persisch سيدعلي شجاعي; * 1983 in Teheran) ist ein iranischer Schriftsteller. Im deutschsprachigen Raum ist sein Bilderbuch Der große Schneemann erhältlich, das von der Akademie für Kinder- und Jugendliteratur als Buch des Monats (2013) ausgezeichnet wurde. Von der Internationalen Jugendbibliothek wurde eins seiner Bücher mit einem White Raven geehrt. Shodjaie lebt in Teheran.

## Leben und Werk
Seyyed Ali Shodjaie studierte Wirtschaftsingenieurwesen, arbeitet aber als Schriftsteller und stellvertretender Leiter des in Teheran beheimateten Neyestan-Verlages.
2010 erschien im Neyestan-Verlag sein viel beachtetes Bilderbuch Der große Schneemann – Ein Bilderbuch aus dem Iran. Die Illustrationen stammen von Elahe Taherian. 2013 wurde das Werk ins Deutsche übersetzt und erschien als zweisprachige deutsch-persische Ausgabe.
In seinem Buch überträgt Shodjaie die Erlebnisse der letzten großen Proteste nach den iranischen Präsidentschaftswahlen 2009 und die gegenwärtige Situation des Iran in ein kleines Dorf. Kinder haben einen Schneemann gebaut, der plötzlich  zum Leben erwacht. Der Schneemann, der eigentlich den Kindern und den Erwachsenen des Dorfes Freude bringen sollte, beginnt, Befehle zu erteilen, die Einwohner herumzukommandieren und sich zum Herrscher des Dorfes aufzuschwingen. Seine Macht wird schließlich so groß, dass es ihm sogar gelingt, den Beginn des Frühlings und das damit verbundene Ende seiner Schreckensherrschaft zu verhindern.
2013 war er Jurymitglied der Auszeichnung Das außergewöhnliche Buch des Kinder- und Jugendprogramms des Internationalen Literaturfestivals Berlin.
Shodjaie zählt zu den erfolgreichsten Nachwuchsautoren der jungen persischen Literaturszene.

## Presseschau
Der große Schneemann – Ein Bilderbuch aus dem Iran (2013)

„‚Ich wünsche mir, dass kein Kind auf dieser Welt in seinem Leben einem Schneemann begegnet, der Kälte verbreitet und nicht schmelzen will‘, schreibt […] Seyyed Ali Shodjaie und lässt mit diesem Hinweis die Parabel unter der erzählten Oberfläche anklingen: Die Menschen erschaffen etwas, von dem sie sich dann beherrschen lassen.“

## Werke
- 2008: ستارههايي كه خيلي دور نيستند (englische Übersetzung des Titels: The Stars are not far), Text: Seyyed Ali Shodjaie, Neyestan Books (Teheran), ISBN 978-964-337-464-8, 12 Kurzgeschichten
- 2010: عاشقي به وقت كتيبهها (englische Übersetzung des Titels: Love at the time of Epigraphs), Text: Seyyed Ali Shodjaie, Neyestan Books (Teheran), ISBN 978-964-337-523-2, 9 Kurzgeschichten
- 2010: اگر آدم برفي ها آب نشوند (englische Übersetzung des Titels: What if the Snowman wouldn’t melt?), Text: Seyyed Ali Shodjaie, Illustration: Elahe Taherian, Neyestan (Teheran), ISBN 978-964-337-536-2; deutsche Übersetzung 2013: Der große Schneemann – Ein Bilderbuch aus dem Iran, übersetzt von Nazli Hodaie, Baobab Books (Basel), ISBN 978-3-905804-47-8
- 2011: فصل شيدايي ليلاها (englische Übersetzung des Titels: Season of love for Leilas), Text: Seyyed Ali Shodjaie, Neyestan Books (Iran), ISBN 978-964-337-592-8, Roman
- 2012: فرشتهها قصه ندارند بانو (englische Übersetzung des Titels: Angels have no stories), Text: Seyyed Ali Shodjaie, Neyestan Books (Teheran), ISBN 978-964-337-673-4, 14 Kurzgeschichten
- 2012: نيم من بوق (englische Übersetzung des Titels: Half Man Horn), Text: Seyyed Ali Shodjaie, Illustrationen: Alireza Goldouzian, Neyestan Books (Teheran), ISBN 978-964-337-659-8, Bilderbuch für Erwachsene
- 2013: حاء. سين. نون (englische Übersetzung des Titels: H.S.N), Neyestan Books (Teheran), ISBN 978-964-337-725-0, Roman

## Auszeichnungen
Im Iran:
- 2009: Iran’s Book Season Award für The Stars are not far
- 2011: Quranic Tales Award für Love at the time of Epigraphs
- 2011: Best Children’s Book Award für Der große Schneemann – Ein Bilderbuch aus dem Iran
- 2012: Staatspreis beim Iran National Youth Festival mit Season of love for Leilas

In Deutschland:
- 2013: Buch des Monats in der Sektion Bilderbuch von der Deutschen Akademie für Kinder- und Jugendliteratur für Der große Schneemann im Mai[3]
- 2013: White Raven der Internationalen Jugendbibliothek für Half Man Horn[4]

## Festivalteilnahmen
- 2013: Kinder- und Jugendprogramm des 13. internationalen literaturfestivals berlin im September